# Budapest autóbuszvonal-hálózata 1957-ben
Budapest autóbuszvonal-hálózata 1957-ben – a Fővárosi Autóbuszüzem (FAÜ) üzemeltetésében – az alábbi vonalakból állt:

## Autóbuszvonalak
| Viszonylat- szám | Útvonal                                        |
| ---------------- | ---------------------------------------------- |
| 1                | Dózsa György út – Kelenföld                    |
| 2                | Szabadsajtó út – Lékai János tér               |
| 3                | Verpeléti út – Nagytétény                      |
| 3B               | Verpeléti út – Baross Gábor-telep              |
| 4                | November 7. tér – Lékai János tér              |
| 5                | Dózsa György út – Moszkva tér                  |
| 6                | Nagyvárad tér – Miklós utca                    |
| 7                | Nagy Lajos király útja – Kosztolányi Dezső tér |
| 8                | Felszabadulás tér – Irhás árok                 |
| 8A               | Felszabadulás tér – Sasadi út                  |
| 9                | Vörösmarty tér – Pataki István tér             |
| 10               | Verpeléti út – Fegyvernek utca                 |
| 10A              | Verpeléti út – Galvani utca                    |
| 11               | Mechwart tér – Margit utca                     |
| 12               | Boráros tér – Élmunkás tér                     |
| 13               | Nagytétény – Diósd, Csapágygyár                |
| 15               | Boráros tér – Élmunkás tér                     |
| 16               | Moszkva tér – Clark Ádám tér                   |
| 17               | Pataki István tér – Vöröshadsereg útja         |
| 18               | Miklós utca – Téglagyár                        |
| 20               | Verseny utca – Nádor utca                      |
| 21               | Moszkva tér – Lékai János tér                  |
| 22               | Moszkva tér – Budakeszi                        |
| 23               | Boráros tér – Ady Endre tér                    |
| 24               | Nagy Lajos király útja – Maxim Gorkij tér      |
| 25               | Dózsa György út – Rákospalota                  |
| 26               | Néphadsereg Színháza – Margitsziget            |
| 27               | Móricz Zsigmond körtér – „Búsuló Juhász”       |
| 28               | Moszkva tér – Béla király út                   |
| 29               | Bécsi út – Vöröshadsereg útja                  |
| 30               | Bécsi út – Fenyőgyöngye                        |
| 31               | Thököly út – Árpádföld                         |
| 32               | Zalka Máté tér – Frangepán utca                |
| 33               | Soroksári út – Dráva utca                      |
| 34               | Miklós utca – Pünkösdfürdő                     |
| 35               | Nagyvárad tér – Béke tér                       |
| 36               | Liszt Ferenc utca – Pestlőrinc, MÁV-állomás    |
| 36A              | Liszt Ferenc utca – Csiki utca                 |
| 37J              | Miklós utca – Jablonkai út                     |
| 37E              | Miklós utca – Erdőalja utca                    |
| 38               | Csepel – Tököl, autógyár                       |
| 39               | Madách tér – Pasaréti tér                      |
| 40               | Móricz Zsigmond körtér – Budaörs               |
| 41               | Kelenföld – Kelenvölgy                         |
| 42               | Miklós utca – Csillaghegy                      |
| 43               | Nyugati pályaudvar – Szilágyi utca             |
| 45               | Móricz Zsigmond körtér – Moszkva tér           |
| 46               | Felszabadulás tér – Árpád utca                 |
| 47               | Kozák tér – Fóti út                            |
| 48               | Hunyadi utca – Kikötő út                       |
| 49               | Moszkva tér (körjáratok)                       |
| 50               | Jókai Mór utca (körjáratok)                    |
| 51               | Salgótarjáni út – Csepel                       |
| 52               | Csepel – Királyerdő                            |
| 53               | Móricz Zsigmond körtér – Hó utca               |
| 54               | Boráros tér – Gyál, Tanácsháza                 |
| 54A              | Boráros tér – Malinovszky út                   |
| 55               | Népliget – Miklós utca                         |
| 56               | Vörösmarty tér – Hűvösvölgy                    |
| 57               | Hűvösvölgy (körjáratok)                        |
| 58               | Kossuth Lajos utca – Szondy utca               |
| 59               | Etele tér – Galvani utca                       |
| 60               | Kálvin tér – Miklós utca                       |
| 61               | Rákosliget – Rákoshegy                         |
| 62               | Korponai utca – Rákoscsaba                     |
| 62A              | Korponai utca – Rákoskeresztúr                 |
| 63               | Hűvösvölgy – Nagykovácsi                       |
| 64               | Hűvösvölgy – Solymár                           |
| 65               | Pauler utca – Váci út                          |
| 66               | Pesterzsébet – Vasöntöde                       |
| 67               | Baross tér – Rákoskeresztúr                    |
| 68               | Hunyadi utca – Városszéli telep                |
| 68A              | Hunyadi utca – Köztemető                       |
| H                | Fenyőgyöngye – Menedékház                      |
| F                | Hubay tér – Temető (Rákospalota)               |
| N                | Szabadsághegy – Csillebérc                     |

## Mai közterületnevek
A fenti táblázatokban szereplő közterületek, intézmények neve napjainkban:
| 1957-ben          | napjainkban     |
| ----------------- | --------------- |
| Lékai János tér   | Apor Vilmos tér |
| November 7. tér   | Oktogon         |
| Pataki István tér | Liget tér       |
| Szabadsághegy     | Svábhegy        |
|                   |                 |